# Christiane Salge
Christiane Salge (* 1968) ist eine deutsche Kunsthistorikerin.

## Ausbildung und Wirken
Christiane Salge wurde 1968 als Tochter von Ursula Salge, geborene Fleischer, und des Elektroingenieurs und Erlangener Siemens-Direktors Heinz Georg Salge geboren. Von 1988 bis 1995 studierte sie Salge Kunstgeschichte und Geschichte an der Friedrich-Alexander-Universität Erlangen-Nürnberg, der Universität Wien und der FU Berlin mit dem Abschluss als Magistra artium 1995.  
Von September 1995 bis August 1996 war sie wissenschaftliche Mitarbeiterin am interdisziplinären Drittmittel-Forschungsprojekt „Adelskultur der Frühen Neuzeit im Land Brandenburg“ unter Leitung von Peter-Michael Hahn und Hellmut Lorenz am Historischen Institut der Universität Potsdam. Von 1996 bis 2001 folgte eine Anstellung als Wissenschaftliche Mitarbeiterin am Lehrstuhl bei Professor Hellmut Lorenz, ab 1997 bei Harold Hammer-Schenk am Kunsthistorischen Institut der Freien Universität Berlin. Von 1998 bis 2000 und von 2003 bis 2005 war sie Dozentin an der International Summer University der Freien Universität Berlin (FUBis) mit einem vierwöchigen Kurs „Architecture in Berlin in the Course of History. Architecture in Berlin in the 19th and 20th century“ (gemeinsam mit Harold Hammer-Schenk). Nach der Promotion im Jahr 2002 am Kunsthistorischen Institut der FU Berlin über das Forschungsthema „Anton Johann Ospel – ein Architekt des österreichischen Spätbarock (1677–1756)“ war sie kurzzeitig von August 2002 bis Februar 2003 wissenschaftliche Volontärin am Brandenburgischen Landesamt für Denkmalpflege und Archäologisches Landesmuseum.  
Von 2003 bis 2012 lehrte sie als Juniorprofessorin für Mittlere und Neue Kunstgeschichte am Kunsthistorischen Institut der Freien Universität Berlin (2008 positive Evaluierung der Juniorprofessur). Von April 2013 bis Juni 2013 war sie Stipendiatin der Stiftung Weimarer Klassik mit dem Forschungsthema „Klassizismus und Neugotik in Weimar: Der preußische Architekt Martin Friedrich Rabe und seine Tätigkeit am Hof von Herzog Carl August von Sachsen-Weimar-Eisenach“. Von 2013 bis 2015 war sie Projektleiterin des DFG-Projekts „Baukunst und Wissenschaft – Architektenausbildung um 1800 am Beispiel der Berliner Bauakademie“ an der Freien Universität Berlin. Darauf folgte 2016 eine Stelle als Wissenschaftliche Mitarbeiterin und Koordinatorin der Interdisziplinären Arbeitsgruppe „Historische Gärten im Klimawandel“ an der Berlin-Brandenburgischen Akademie der Wissenschaften. 
Seit Januar 2017 lehrt Christiane Salge als Universitätsprofessorin für Architektur- und Kunstgeschichte am Fachbereich Architektur der TU Darmstadt. Seit April 2022 ist sie dort Dekanin des Fachbereichs Architektur.

## Mitgliedschaften
- Seit 2007 Mitglied im Rudolstädter Arbeitskreis zur Residenzkultur[1]
- Seit 2009 Mitglied der Historischen Kommission zu Berlin[1]
- Seit 2019 Mitglied im Hessischen Landesdenkmalrat[1]

## Schriften (Auswahl)
- Anton Johann Ospel. Ein Architekt des österreichischen Spätbarock (1677–1756). München 2007, ISBN 3-7913-3498-0. (Dissertation)
- Baukunst und Wissenschaft. Architektenausbildung an der Berliner Bauakademie um 1800. Gebrüder Mann, Berlin 2021, ISBN 978-3-7861-2855-7. (Rezension von Klaus Jan Philipp in: Journal für Kunstgeschichte, 26, 2022, Heft 1, S. 70ff.)

## Herausgeberschaft
- Architekturtraktate im Spannungsfeld zwischen Theorie und Praxis. Beispiele aus der Rara-Sammlung der Kunsthistorischen Bibliothek. Katalog zur Ausstellung: Architekturtraktate im Spannungsfeld zwischen Theorie und Praxis. Beispiele aus der Rara-Sammlung der Kunsthistorischen Bibliothek, Universitätsbibliothek der Freien Universität Berlin, 8. September – 31. Oktober 2008. Berlin 2008, ISBN 978-3-929619-49-2.
- (mit Annegret Holtmann-Mares) Paul Meißner (1868–1939). Ein Architekt zwischen Tradition und Aufbruch. Baunach 2019, ISBN 3-88778-571-1.
- (mit Carola Ebert und Eva Maria Froschauer) Vom Baumeister zum Master. Formen der Architekturlehre vom 19. bis ins 21. Jahrhundert. Berlin 2019, ISBN 978-3-7983-3066-5.
- (mit Frederike Lausch, Oliver Elser, Carsten Ruhl) Max Bächer. 50 Meter Archiv. M Books, Weimar 2019 (= CCSA Topics, Heft 1), ISBN 978-3-944425-14-6. (Digitalisat auf architekturtexte.de, abgerufen am 23. Mai 2022.)